# العملية موكد
العملية موكد (بالعبرية: מבצע מוקד، بالإنجليزية: Operation Focus) كانت الضربة الجوية الاستباقية الافتتاحية التي قامت بها إسرائيل في بداية حرب 1967. وأحياناً يشار لها باسم «ضربة سيناء الجوية» إذ أن العملية موكد كانت في الأساس موجهة إلى المطارات في شبه جزيرة سيناء. في الساعة 07:45 صباح 5 يونيو 1967، شن سلاح الجو الإسرائيلي بقيادة اللواء مردخاي هود ضربة ساحقة دمرت معظم سلاح الجو المصري على الأرض. وبحلول ظهيرة ذلك اليوم، دُمرت تقريباً كل القوات الجوية المصرية والأردنية والسورية، بما مجموعه حوالي 451 طائرة مُدمـرة. كما حققت نجاحاً كبيراً بتدمير 18 مطاراً في مصر، مما أبقى سلاح الجو المصري بعيداً عن العمليات بشكل كبير طيلة فترة الحرب.

## العملية
تألفت الضربة الإسرائيلية من جميع الطائرات العاملة في سلاح الجو البالغ عددها حوالي 200، باستثناء 12 شكلت مظلة لحماية الأجواء الإسرائيلية وحلقت الطائرات في ثلاث موجات رئيسية من الهجمات الجوية، وعدة موجات أصغر في الأيام التي أعقبت العملية لتقديم الدعم والإسناد للقوات البرية المقاتلة على مختلف الجبهات. نتج عن الضربة تدمير ما مجموعه 452 طائرة عربية معظمها على الأرض. مما منح إسرائيل سيادة جوية شبه كاملة، وكان الطيران الإسرائيلي قادراً على مساعدة الوحدات البرية التابعة للجيش الإسرائيلي بفاعلية.
تحقق نجاح العملية عبر التركيز على التدمير الأولي للممرات بنوع جديد من الأسلحة، وهو صاروخ مدعوم برأس حربي مضاد للممرات. يستخدم النموذج الأولي لبرنامج الأسلحة الفرنسي/الإسرائيلي المضاد للممرات كبحاً صاروخياً فوق الهدف لتوجيه الرأس الحربي مباشرة نحو الممر الذي يتم مهاجمته؛ يشتعل صاروخ مسرّع ثان على ارتفاع محدد، ويدفع الرأس الحربي عبر رصيف الممر قبل أن ينفجر. يخلف الانفجار حفرة صغيرة فوق حفرة كبيرة جديدة، مما يعني أنه يجب إزالة قسم الممر المدمر تماماً قبل إصلاح الممر بدلاً من ترميم الحفرة الصغيرة وملؤها ببساطة. بمجرد تعطل الممرات، خرجت القواعد الجوية عن العمل بفاعلية ووقعت ضحية لموجات هجومية لاحقة، مما سمح في النهاية بتفوق جوي شبه كامل لإسرائيل.

## الجدول الزمني

### 5 يونيو 1967
كانت البنية التحتية للدفاعات المصرية سيئة للغاية، ولم يُجهز أي مطار حتى ذلك الحين بدشم طائرات محصنة قادرة على حماية الطائرات الحربية المصرية في حالة وقوع هجوم. وتوجهت الطائرات الحربية الإسرائيلية فوق البحر الأبيض المتوسط قبل أن تتجه نحو مصر. في غضون ذلك، أعاق المصريون دفاعهم عن طريق إغلاق نظام دفاعهم الجوي تماماً خوفاً من إسقاط الطائرة التي تقل المشير عبد الحكيم عامر والفريق صدقي محمود، اللذان كانا في طريقهما من قاعدة ألماظة الجوية إلى مطار بير تمادا في سيناء للقاء قادة القوات المتمركزة هناك. في هذه الحالة، لم يحدث فرق كبير حيث حلق الطيارون الإسرائيليون تحت غطاء الرادار المصري وأقل بكثير من أدنى نقطة يمكن أن تصيب بطاريات صواريخ سطح - جو طراز سام-2 طائراتهم عندها.
هاجمت الموجة الإسرائيلية الأولى 11 قاعدة، وألقت القبض على الكثير من القوات الجوية المصرية على الأرض ودمرتها قبل أن تُقلع. ثم عادت الطائرات الإسرائيلية إلى إسرائيل، وأُعيد تزويدها بالوقود وتذخيرها في غضون 7 دقائق و 30 ثانية، ثم أقلعت في موجة ثانية هاجمت خلالها 14 قاعدة مصرية وعادت بخسائر طفيفة فقط. لتستدير بسرعة مرة أخرى وتُقلع في موجة ثالثة.
كانت المراحل الأولى من العملية موكد ناجحة تماماً: دُمرت القوات الجوية المصرية التي تضم ما يقرب من 500 طائرة مقاتلة في غضون ثلاث ساعات، مع خسائر طفيفة للقوات الجوية الإسرائيلية. عندما هاجمت سوريا والأردن والعراق أهدافاً إسرائيلية رداً على الغارة الجوية على مصر، كانت هجماتهم موجهة أساساً إلى أهداف ضعيفة الأهمية وكانت غير فعالة إلى حد كبير. رداً على ذلك، حولت القيادة الإسرائيلية العديد من الطائرات المتجهة إلى غارة ثالثة على مصر وهي في طريقها إلى أهداف سورية وأردنية، وبعثت بطائرات أخرى ضد القوات البرية العربية لدعم القوات البرية الإسرائيلية. بحلول نهاية اليوم الأول من الحرب، كان لإسرائيل تفوق جوي كامل على مصر ومرتفعات الجولان والضفة الغربية وصحراء سيناء بأكملها.

### 6-10 يونيو 1967

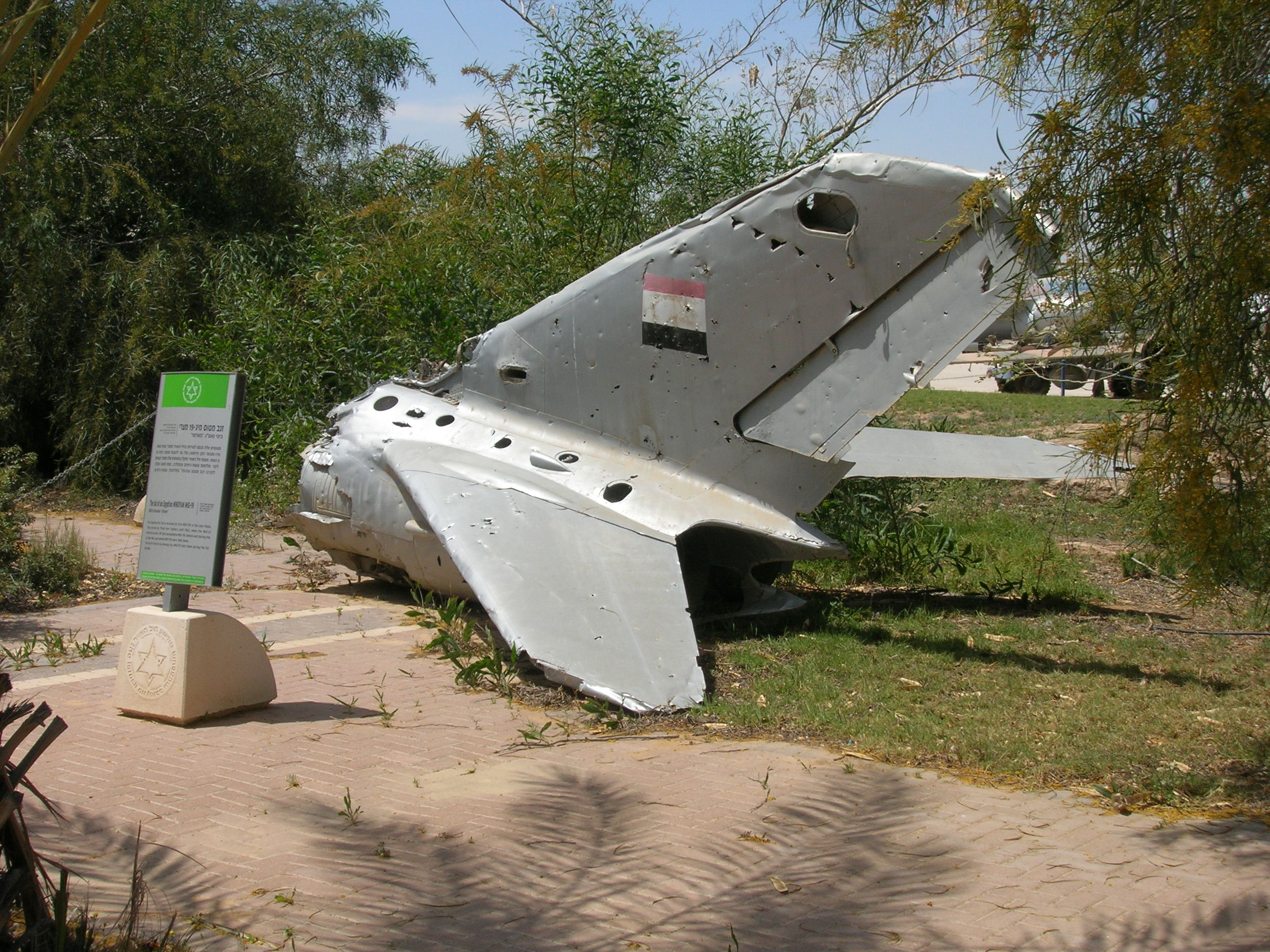
ذيل ميج 19 مصرية دُمرت في الحرب.

في اليوم الثاني من الحرب (6 يونيو)، وجه سلاح الجو الإسرائيلي هجماته ضد القوات البرية المصرية والأردنية والسورية والعراقية.
في اليوم الثالث (7 يونيو) دمرت القوات الجوية الإسرائيلية مئات المركبات المصرية التي كانت تحاول الفرار عبر سيناء في قوافل وحاصرت الآلاف في ممرات سيناء الضيقة. بحلول نهاية اليوم الثالث، لم تعد القوات الجوية الأردنية المكونة من 34 طائرة مقاتلة موجودة ولم يعد الجيش الأردني قادراً على القتال.
بحلول اليوم السادس والأخير (10 يونيو)، خسرت سوريا ما يقرب من 100 طائرة مقاتلة وتوقف القتال.

## نتائج العملية
- دُمر حوالي 70٪ من الطائرات المقاتلة والهجومية ما مجموعه 451 طائرة ومروحية في اليوم الأول من الحرب:

| نوع الطائرة     | مصر | سوريا | الأردن | العراق | لبنان | المجموع |
| --------------- | --- | ----- | ------ | ------ | ----- | ------- |
| ميج-21          | 104 | 32    | -      | 12     | -     | 148     |
| ميج-19          | 29  | -     | -      | -      | -     | 29      |
| ميج-17          | 94  | 16    | -      | 2      | -     | 112     |
| سوخوي-7         | 14  | -     | -      | -      | -     | 14      |
| هوكر هنتر       | -   | -     | 21     | 5      | 1     | 27      |
| توبوليف تو-16   | 30  | -     | -      | 1      | -     | 31      |
| إليوشن إي أل-28 | 27  | 2     | -      | 1      | -     | 30      |
| إليوشن إي أل-14 | 30  | 2     | -      | -      | -     | 32      |
| أنتونوف أن-12   | 8   | -     | -      | -      | -     | 8       |
| سي-27           | 2   | 2     | -      | -      | -     | 4       |
| ميل مي-6        | 8   | 2     | -      | -      | -     | 10      |
| ميل مي-4        | 2   | 4     | -      | -      | -     | 6       |
| المجموع         | 348 | 60    | 21     | 21     | 1     | 451     |